# Reloj de bolsillo

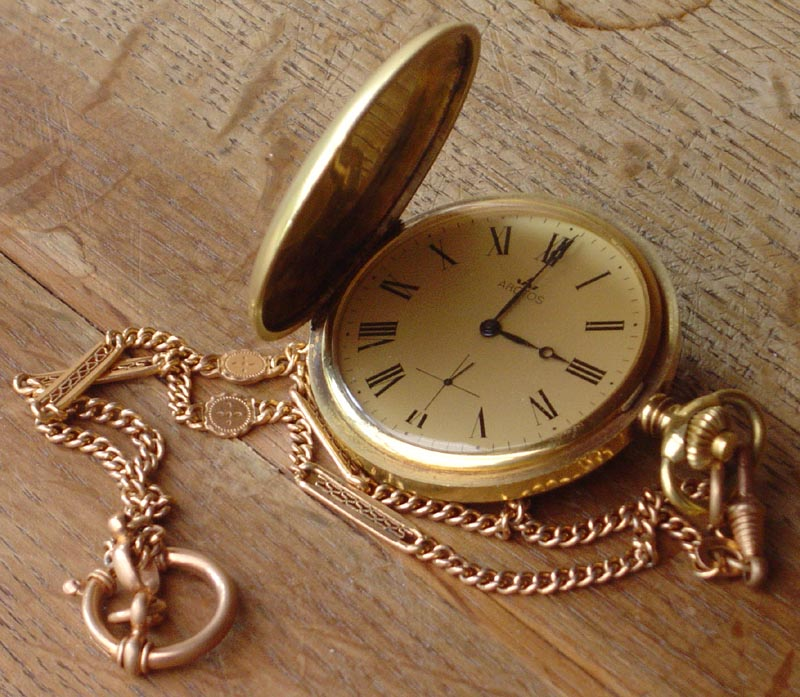
Reloj de bolsillo.

Se denomina reloj de bolsillo o reloj de faltriquera al reloj que por su tamaño se puede llevar en un bolsillo y, por lo general, colgado con una cadenilla colgante metálica para sujetarlo llamada leontina. Vale la pena mencionar que muchas personas suelen cometer el error de referirse a este tipo de reloj como reloj de leontina cuando lo correcto sería decir reloj de bolsillo con leontina. Uno de los elementos importantes es el bisel (el aro de metal donde va insertado el cristal que protege la esfera).
Los relojes de bolsillo están prácticamente en desuso, pues han sido sustituidos por el reloj de pulsera; pero siguen lanzándose modelos al mercado y vendiéndose. Utilizar uno es visto por algunas personas como signo de elegancia y etiqueta. Para otros, en cambio, es signo de excentricidad y lo ven como algo esnob.

## Historia
Los relojes de bolsillo fueron inventados en Francia a mediados del siglo XVI. La construcción de estos se debe a la inclusión del resorte o muelle en espiral en el mecanismo de los relojes. Al principio tenían una forma cilíndrica, pero en Núremberg se construyeron con profusión y en forma ovoidea, por lo que se les llamaba huevos de Núremberg. Estos relojes pronto fueron conocidos por toda Europa y su invención se le atribuyó a Peter Henlein, nativo de la ciudad alemana.

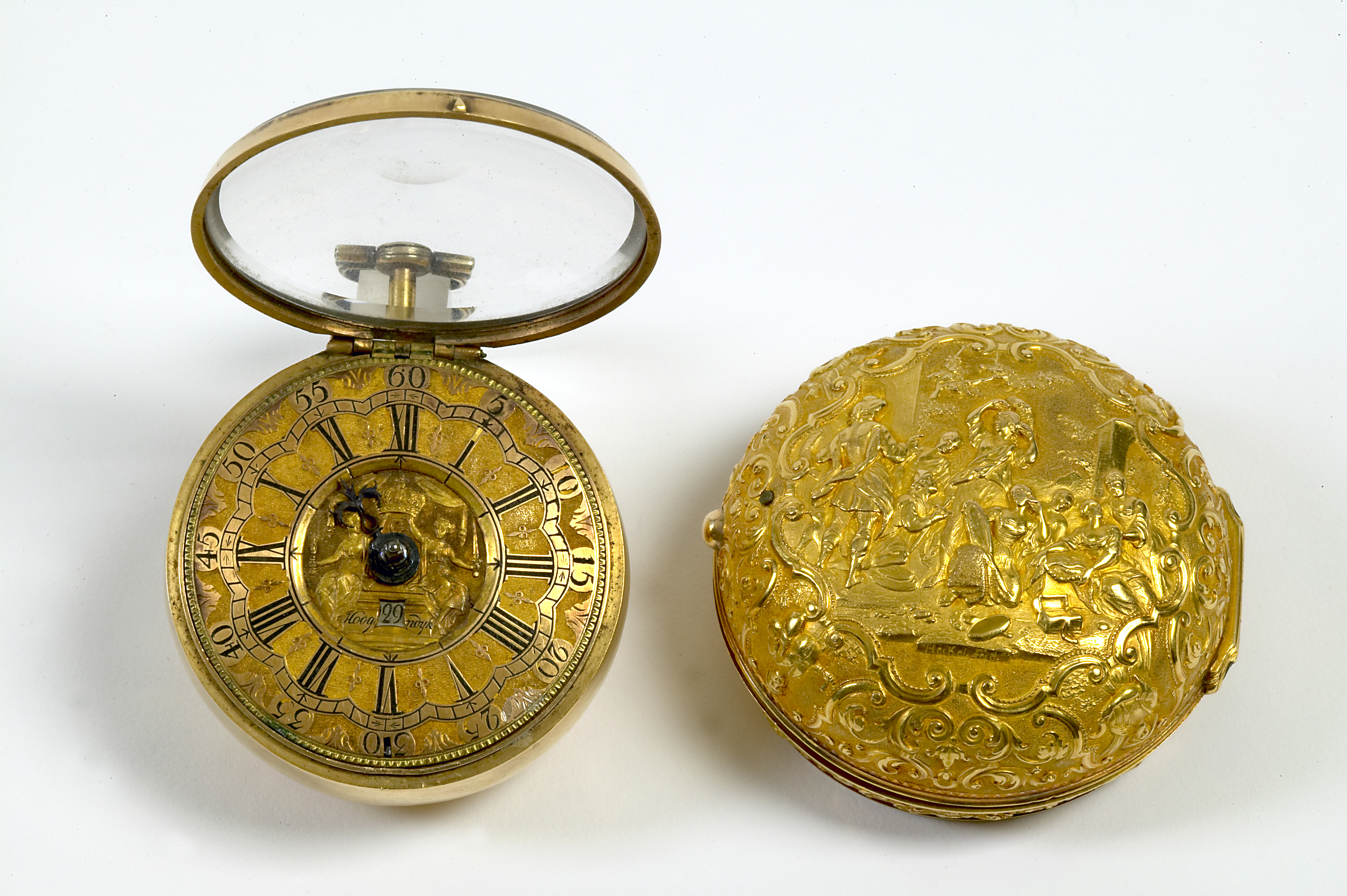
Reloj de bolsillo de oro, grabado con una escena del mito griego de Aquiles y las hijas de Licomedes.

Tiempo después de su aparición, se construyeron ejemplares de extrañas formas, con complicados movimientos relativos a la astronomía y al calendario. En la mitad del siglo XVI aparecen preciosos relojes de bolsillo con las cajas finamente talladas, caladas o pintadas con esmalte, en forma de cruz, de calavera, de perro, león, conejo o paloma, y también se construyeron relojes astronómicos de bolsillo. En precisión eran aún deficientes, aunque hubo mejoras.
Los relojes de bolsillo eran considerados mecanismos raros y costosos que solamente la clase más alta de la sociedad podía adquirir. Los primeros relojeros fueron herreros, cerrajeros o fundidores de cañones, artesanos expertos en la elaboración de metales. Pero, al ser objetos de lujo, constituían y motivaban el frenesí por la decoración suntuosa propia del Renacimiento y del Barroco, por lo que fue necesario que los relojeros poseyeran el arte de la orfebrería, pues a menudo se utilizaban materiales preciosos.
Fue entonces cuando en Francia, Alemania, Italia y en muchos otros lugares, surgió una clara distinción entre los constructores de grandes relojes públicos y los constructores de pequeños relojes de pared y de bolsillo.
Para los siglos XVI y XVII, los relojes privados dejaron de ser una rareza, pero solo en el siglo XVIII se instauró la producción en masa y con ello una disminución importante en el precio. En su libro The Wealth of Nations, Adam Smith declaró que: un reloj de bolsillo de los mejores, que a mediados del siglo pasado [XVII] podía haberse adquirido por veinte libras esterlinas, podía adquirirse ahora posiblemente por veinte chelines. Para 1784 ya había en Dubrovno, en Bielorrusia una fábrica de producción de relojes de pared y de bolsillo, que fue trasladada a Kupavno, cerca de Moscú en 1792.
Cuando los centros relojeros de Núremberg y Augsburgo entraron en crisis, Londres y Ginebra ocuparon su lugar, y es hacia 1580 cuando aparece documentación de relojes de bolsillo ingleses. Los primeros relojes ingleses fueron reproducciones exactas y carentes de originalidad de los relojes franceses y alemanes. En 1680 los relojeros Daniel Quare y Edward Barlow construyeron dispositivos para relojes de pared y de bolsillo que daban las horas siempre que se presionara un pulsador o se tirase de un cordoncillo.

## Funcionamiento

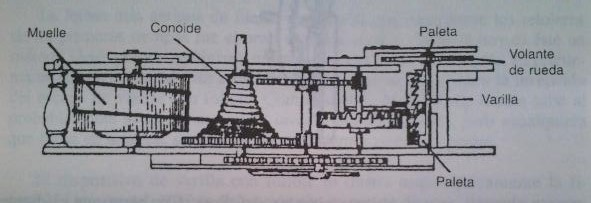
Mecanismo muelle en espiral.

El escape de varilla se duplica a los relojes de bolsillo.
El huso o conoide es el dispositivo inventado para garantizar uniformidad a la acción del muelle, cuya energía disminuye a medida que se va descargando. El conoide tiene forma de tronco de cono con un acanalado en espiral por el que pasa un cordoncillo. Este cordoncillo va atado al tambor del muelle principal. Cuando el muelle está enrollado al máximo, actúa mediante el cordoncillo sobre el conoide en la parte donde el diámetro es menor; cuando el muelle está casi descargado por completo, actúa sobre la sección del conoide donde está el diámetro mayor de la pirámide. De este modo, la fuerza impresa a los engranajes resulta uniforme.

## Tecnología cultural
El reloj de bolsillo apareció en la época de una revolución científica. Nació de una concepción mecanicista del universo y de la vida. Impulsó el llevar una vida más ordenada al medir con mayor precisión actividades que antes no se median o lo hacían con una aproximación vaga.
Desde sus inicios, el reloj de bolsillo ha sido símbolo de emulación y prestigio. En 1481, el rey Luis XI de Francia pagó 16 liras y diez sueldos de moneda tornesa al relojero Jehan de París, por un reloj portátil provisto de cuadrante que suena las horas. Incluso mandó que apareciera pintado en uno de sus retratos oficiales.
El reloj de bolsillo constituyó además una excepción debido a sus relaciones con la astronomía. Con los grandes descubrimientos astronómicos de los siglos XVI y XVII y la gran expansión de la navegación, se advirtió la necesidad de disponer de relojes de precisión portátiles y pequeños que determinaran la longitud y la posición exacta de los astros.
Derek John de Solla Price afirma que se debería separar al reloj de la historia de la medición del tiempo, y relacionarlo más bien con la más larga y antigua historia de los modelos astronómicos, como el astrolabio y el equatorium.